# Jan Jelínek
 (novembre 2022).
Jan Jelínek, né le 6 février 1926 à Brno et décédé le 3 octobre 2004 à Brno est un professeur d'université tchèque, anthropologue et muséologue.
En tant que directeur du musée morave de Brno, il y a créé le département de muséologie.
Il est le créateur de la revue Anthropos et l'un des fondateurs du Conseil international des musées (ICOM) et du sous-comité Comité international pour la muséologie (ICOFOM).

## Muséologie
En 1962, Jan Jelínek est devenu membre d'ICOM Tchécoslovaquie. Il a pris part aux travaux de la Commission internationale des musées régionaux (ICR - Musées régionaux). Lors de la Conférence générale de La Haye en 1962, il fut élu président. Il resta à ce poste pendant trois mandats jusqu'en 1971.
Jan Jelínek avait l'ambition d'intégrer les musées tchécoslovaques dans les structures internationales. En 1965, il présenta une proposition demandant à ICOM Tchécoslovaquie de poser sa candidature à l'organisation de l'Assemblée générale en 1968 en Tchécoslovaquie. Il a soutenu cette argumentation avec les anniversaires à venir : 150 ans depuis la fondation du musée morave (1817) et du musée national (1818). En 1964, il participa à l'organisation de réunions internationales de spécialistes de musées à Opava, célébrant le 150e anniversaire de la création du musée de Silésie (1814)[pertinence contestée].
Jan Jelínek ne s'est pas découragé pour autant et, profitant de la proximité géographique et du programme de conférences en Allemagne, a poursuivi l'extension d'une excursion post-conférence de Berlin à la Tchécoslovaquie. Cela s'est déroulé du 12 au 14 août 1968 à Prague, Brno et Bratislava. Quatre cents spécialistes de musées du monde entier ont participé. Ce fut un énorme succès[source secondaire souhaitée], les portes des musées tchécoslovaques étaient grandes ouvertes, mais quelques jours plus tard, le 21 août. En 1968, la porte est claquée lorsque les troupes d’occupation du Pacte de Varsovie (Union soviétique, Pologne, Allemagne de l’Est, Hongrie et Bulgarie) envahissent le pays. En 1968, Jelínek réussit une dernière fois en reprenant la publication du magazine ICOM News, imprimé en Tchécoslovaquie jusqu'en 1971.
A la conférence générale de l'ICOM qui s'est tenue fin août 1971 à Grenoble, Jan Jelínek est élu président de l'ICOM. Après son entrée au bureau, il a immédiatement commencé à travailler à la création de nouveaux statuts pour l'ICOM, ce qui permettrait un fonctionnement progressif de l'organisation.
Après l’achèvement de son mandant en tant que président de l'ICOM, Jelínek s’est concentré sur le renforcement de la position de la muséologie[réf. souhaitée] et fonde en 1977 le comité international de muséologie (ICOFOM) dont il été président pendant deux mandats jusqu'en 1983.